# Кальницкий, Михаил Борисович
Михаи́л Бори́сович Кальни́цкий (род. 13 июля 1958 года, Винница) — украинский инженер, писатель и краевед, коллекционер, исследователь истории Киева.

## Биография
В 1975 г. окончил киевскую среднюю школу № 38 имени Валерия Молчанова, ныне лицей.
После окончания в 1981 г. электротехнического факультета Киевского политехнического института до 1997 г. работал инженером по специальности. В дальнейшем его профессией стало исследование истории Киева, начатое ещё в школьные годы.
Участник многочисленных исторических, краеведческих, культурологических научных конференций.
Активно занимается изучением и охраной культурного наследия Киева и Украины. Входит в состав Главного совета Украинского общества охраны памятников истории и культуры. В 2014–2017 гг. член Научно-методического совета по вопросам охраны культурного наследия Министерства культуры Украины.
Член редколлегии и автор значительного количества статей тома «Київ» Свода памятников истории и культуры Украины (отдельные книги тома издаются с 1999 г.).
Проводил поиск архивных материалов для проектов реставрации и воссоздания исторических строений Киева (комплекс Михайловского Златоверхого монастыря, Николаевский собор Киево-Покровского монастыря, Рождественская церковь на Подоле, Кловский дворец и др.).
Член комиссии по вопросам наименований и памятных знаков Киевской городской государственной администрации.
Почетный доктор Научно-исследовательского института теории и истории архитектуры и градостроительства в Киеве (1999 г.).
Регулярно участвует в теле- и радиопередачах по вопросам прошлого и настоящего столицы Украины.

## Увлечения
- Коллекционирует литературу, почтовые открытки, другие материалы по истории Киева.
- Участвует в исторической реконструкции (наполеоновская эпоха).

## Публикации

### Публикации в периодических изданиях
Первая публикация на историческую тему — заметка «Маловідома адреса» в городской газете «Прапор коммунізму» 21 апреля 1983 г.
Подготовил свыше двух тысяч журнальных и газетных материалов. Основные темы: история местностей, улиц и сооружений Киева; архитектура Киева; выдающиеся люди в Киеве; история правовых учреждений и предпринимательства; иудаика; Киев в кинематографе; Киевский некрополь. В разные годы — постоянный автор журналов «Власть денег», «Дом-Индекс», «Контракты», «Мир денег», «Нотаріат для Вас», «Янус-Нерухомість», газет «Вечірній Київ», «Возрождение», «Газета по-киевски», «Киевские ведомости», «Комсомольская правда в Украине» и др. Выступал в печати как самостоятельно, так и в соавторстве (с М. Кадомской, В. Рензиным, Т. Рогозовской, Т. Скибицкой, Б. Хандросом и др.). В ряде случаев подписывался псевдонимами, чаще всего используемый — Зиновий Могар.
Значительная часть публикаций размещена на различных Интернет-ресурсах.

### Книги
- Кальницкий М. Подол. — Киев: Укрреклама, 1996.
- Кальницкий М. Синагога Киевской иудейской общины. 5656-5756. — Киев: Институт иудаики, 1996.
- Кальницкий М.  Верхний город. — Киев, 1998.
- Кальницький М., Киркевич В., Грицик М. Київ: Туристичний путівник. — Київ—Львів: Центр Європи, 2001 (на украинском и английском языках).  (укр.)  (англ.)
- Кальницкий М., Григорук А. Прогулка по Киеву. — 1-е изд. — Киев: Балтия-Друк, 2002 (издана также отдельно на английском и немецком языках). Путеводитель признан лучшим в стране туристическим изданием года и занял первое место в IV Всеукраинском рейтинге «Книга года» (номинация «Візитівка»).  (англ.) (нем.)
- Кальницький М., Малаков Д., Юркова О. Нариси з історії Києва. — Київ: Генеза, 2002.  (укр.)
- Кальницкий М., Лесовой Э.. Галицкая синагога: прошлое, настоящее, будущее. — Киев, 2004 (на русском, украинском, английском и иврите). (рус.) (укр.) (англ.) (иврит)
- Кальницкий М., Киркевич В.. Киев. Семь прогулок по столице Украины. — Львов—Киев: Центр Европы, 2006.
- Кальницький М., Суворов В. Київпроект: 70 років. — Київ, А+С, 2007.  (укр.)
- Кальницький М. Нариси історії нотаріату України. — Київ: Українська нотаріальна палата, 2008.  (укр.)
- Кальницкий М. Прогулка по Киеву. — 2-е изд. — Киев: Балтия-Друк, 2009.
- Кальницький М. Храми Києва. — Київ: Видавничий дім Дмитра Бураго, 2006 (1-е изд.), 2011 (2-е изд.)  (укр.)
- Кальницкий М. Бизнес и бизнесмены. — Киев: ВАРТО, 2011 (книга 1-я серии «Киевские истории»).
- Кальницкий М. Еврейские адреса Киева. — Киев: Дух і літера, 2012.
- Кальницький М. Про Київ для дітей та батьків. — Київ: ВАРТО, 2012.  (укр.)
- Забудова Києва доби класичного капіталізму, або Коли і як місто стало європейським / За заг. ред. М. Б. Кальницького, Н. М. Кондель-Пермінової. — Київ: ВАРТО, 2012.  (укр.) Первое место в XIV Всеукраинском рейтинге «Книга года» (номинация «Візитівка. Краєзнавча і туристична література»)[1].  (укр.)
- Кальницкий М. Зодчество и зодчие. — Киев: ВАРТО, 2012 (книга 2-я серии «Киевские истории»).
- Кальницький М. Зруйновані святині Києва: втрати та відродження. — Київ: Видавничий дім Дмитра Бураго, 2012.  (укр.)
- Кальницький М. Київ. Прикмети часу. 1890-ті роки. — Київ: ВАРТО, 2013.  (укр.)
- Кальницкий М. Гимназии и гимназисты. — Киев: ВАРТО, 2014 (книга 3-я серии «Киевские истории»).
- Кальницкий М. Почтовая площадь — ворота Подола. — К:. ВАРТО, 2015. — 96 с. (выпуск 1-й серии «Киевская мозаика»).
- Кальницкий М. Набережное шоссе у святого места. — К:. ВАРТО, 2016. — 112 с. (выпуск 4-й серии «Киевская мозаика»).

Составитель и автор текста карт-схем:
- Єврейські адреси Києва (1998 и несколько переизданий — на украинском и английском языках) (укр.)  (англ.)
- Польські адреси Києва (2007).  (укр.)

Входил в авторские коллективы ряда изданий, среди которых:
- Головні та міські архітектори Києва. 1799—1999. — Київ, 1999.  (укр.)
- Визначні пам’ятки Києва. — Київ, 2005.  (укр.)
- Київ. Парки, площі, вулиці. — Київ, 2005.  (укр.)
- Київ: Історико-біографічний енциклопедичний довідник. — Київ, 2007.  (укр.)
- Будівельно-архітектурний комплекс столиці. — Київ, 2007.  (укр.)
- Серце Києва — Шевченківський район. — Київ, 2007.  (укр.)
- Солом’янський район міста Києва вчора, сьогодні, завтра. — Київ, 2010.  (укр.)

## Интернет-публикации
- Один из авторов проекта «Киевский календарь»[2]
- Пушкин и Киев
- Гоголь в Киеве